# Torshelgd

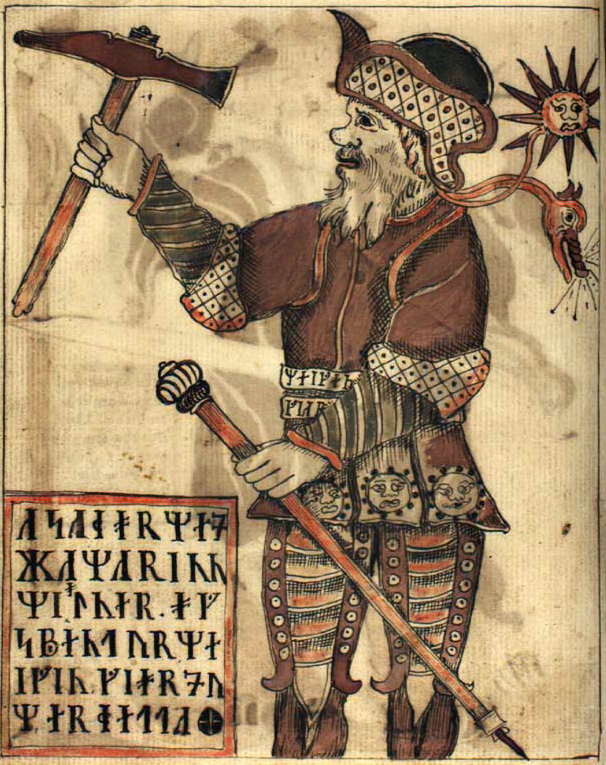
Tor avmålad i ett isländskt manuskript från 1760

Torshelgd eller torshelg är en nyhednisk sedvänja inom forn sed, nordisk sed och modern asatro. Den uppmärksammas varje torsdag och är främst tillägnad åskguden Tor, och ibland även Frigg och andra gudar. Det moderna utövandet tillåter personlig variation, men förankras delvis i sedvänjor och föreställningar som nedtecknats under 1800-talet.

## Folktro
Torsdagar har historiskt sett haft en särskild betydelse i nordisk folktro och tradition, som en dag med extra magisk kraft, och flera sedvänjor kopplades till just denna veckodag. I boken Wärend och Wirdarne (1863–1868) dokumenterade folklivsforskaren Gunnar Olof Hyltén-Cavallius torsdagens magiska särställning i småländska Värend på 1800-talet, både i sägner och sedvänjor. Torsdags kväll ansågs särskilt lämpad för ritualer: spådomsläsning, signerier och annan beskyddande folkmagi utfördes lämpligast då. Barn födda på torsdagen troddes ha gåvan att kunna se gengångare och övernaturliga väsen. Behandling och bot av sjuka människor och djur hade som bäst verkan på torsdags morgon, särskilt före soluppgången.
Under torsdagskvällen skulle stugan vara pyntad, bonad och välstädad, bordet dukat, ljus tända och mat och öl ställas fram. Därtill skulle vördnadsfull tystnad råda i hemmet. Högljudda sysslor som att hugga ved eller ropa högt var otillåtna, och man skulle inte heller klippa naglar eller kamma barn. Extra förbjudet var kringgärning, det vill säga verksamheter som bestod av moment med svängande eller roterande rörelser, då det ansågs bringa olycka. Sådana aktiviteter kunde till exempel vara att köra med vagn (hjulens rotation), använda en kvarn, nysta tråd eller använda spinnrocken. Att spinna under denna tid ansågs särskilt ödesdigert, det skulle enligt lokal folktro leda till att djuren drabbades av kringsjuka. Dessa sedvänjor uttrycker, enligt Hyltén-Cavallius, av allmogen bevarade rester av den hedniska föreställningen om förfädernas och gudarnas närvaro i hemmet under hedniska högtider, förnämligast vid julafton och torshelgen.

### Tor och Frigg
På vissa gårdar i Värend brukades ännu folkseden av att ”helga Tor”, ”helga Toregud och Frigge” eller ”Torshelg”. Då troddes gudar, väsen och avlidna förfäder personligen närvara och delta vid de offer som helgades dem.
Under ett föredrag år 1890 av professorn Oscar Montelius sade han:
| ”                                                            | Tors namn dog ej bort med hedendomen. Äfven sedan kristendomen införts, fortfor man att anropa Tor såsom den mäktige, hjelpande guden. Ja, ännu i våra tider hålles på några ställen torshelg och här och hvar firas ännu torsdagen till hans ära. | „ |
| – Oscar Montelius, riksantikvarie och professor i arkeologi, | |   |

### Oden
Enligt folkliga föreställningar kunde även Oden visa sig under denna kväll. Han var då ute och åkte i en gräsligt stor vagn, spänd med två stora svarta hundar före. Den som var djärv och inte fruktade om sin själ kunde bjuda in Oden som gäst genom särskilda procedurer: bordet skulle dukas med trerätters och öl i en högtidsstädad stuga, varefter man tog sig en korsväg och där ”ropade tre rop och gav sig Oden i våld”. Då skulle Oden infinna sig i stugan för mat och dryck, och enligt sägnen belönade han välfägnaden ”furstligt”.

### Vättar
Torsdagen betraktades även som en särskilt lämplig dag för att blota till gårdens väsen, särskilt de lugna och renliga vättarna som bodde i markerna kring gården. Det gällde att undvika att störa dem, exempelvis varslade man med ramsor innan man slog ut hett vatten eller slask, för att inte skålla eller förolämpa dem. Om en skada ändå skedde kunde deras välvilja återfås genom att offra söt mjölk, öl, en kopparslant, en mässingsbit eller ett silvermynt på platsen.

## Begreppsförvirring
Under de årtionden som följde verket Wärend och Wirdarne blir dock begreppsförvirringen kring termen torshelg märkbar. Flera tidningsartiklar nämner torshelg som en term om allmogens hedniskt härledda sedvänjor vid påskveckans torsdag, skärtorsdagen. Dessa källor nämner Småland respektive norra Västergötland.

## Modern praktik

### Återuppväckande
Efter 1896 nämns inte någon "torshelg" av svensk press på över ett sekel. Även om ordets frånvaro inte kan utdöma att själva praktiken dött ut, så är det ändå tydligt att termen föll i glömska under en längre tid. Termen torshelg förekommer ett par gånger under 1900-talet i skönlitterär text som historiska romaner.
Det dröjer sedan tills år 2001 för termen att återuppstå som en levande religiös praktik, då i dess omdanade skepnad torshelgd. Först ut är det hedniska trossamfundet Samfälligheten för Nordisk Sed som rapporteras ”hålla torshelgd” varje torsdag. Nio år därefter nämns igen torshelgd som en veckovis högtid jämförd med den judiska sabbaten. I ett reportage från 2013 berättar en rådsgydja i Samfundet Forn Sed Sverige att de varje torsdag “bjuder in Tor och Freja, sjunger hedniska sånger, äter extra gott och skålar för [...] förfäder och förmödrar”.
I dagens forn sed och asatro tar torshelgd sin form i enklare ceremonier, där framförallt Tor firas, men även andra asagudar, vaner, väsen ur folktron, husgudar och förfäder. Torshelgd fungerar som en veckolig påminnelse om de norröna gudarnas närvaro i vardagen och deras betydelse i utövarnas liv. Genom att regelbundet helga torsdagen strävar utövarna efter att upprätthålla en stark relation till gudarna, förfäder, naturen och dess väsen.